# Charles Madden, 1:e baronet
Charles Edward Madden, 1:e baronet, född 1863, död 1935, var en engelsk sjömilitär. 

## Biografi
Madden inträdde i flottan 1875 samt utbildades till torped- och stabsofficer. Efter att ha varit flaggkapten i Home Fleet blev han 1910 4:e sjölord i amiralitetet, befordrades 1911 till konteramiral och erhöll genast befäl till sjöss. Vid första världskrigets utbrott blev Madden flaggkapten (stabschef) hos amiral Jellicoe och deltog 1916 i Skagerrakslaget. 1917 blev han andre amiral vid Grand fleet och 1919 högste befälhavare över Atlant- och hemflottan. Han blev viceamiral 1916 samt amiral och baronet samma år. 1919 fick han en nationalbelöning på 10000 pund sterling. Han var First Sea Lord från 1927 till 1930.